# Verdy Kawasaki 1998
Questa voce raccoglie le informazioni riguardanti il Verdy Kawasaki nelle competizioni ufficiali della stagione 1998.

## Stagione
Pur rinnovando parzialmente la rosa con innesti provenienti dal Brasile il Verdy Kawasaki, che includeva in formazione dei giocatori ormai troppo avanti con l'età e altamente stipendiati (tra cui Ruy Ramos, Tetsuji Hashiratani e Yasutoshi Miura), confermò in sostanza le prestazioni della stagione precedente ottenendo una precoce eliminazione dalla coppa di Lega e un piazzamento di bassa classifica in campionato, malgrado un ennesimo avvicendamento in panchina (Nicanor fu sostituito all'inizio della seconda fase da Ryōichi Kawakatsu). Migliori furono le prestazioni in coppa nazionale, dove il Verdy Kawasaki superò due turni prima di essere estromesso ai quarti di finale dal Nagoya Grampus Eight.

## Maglie e sponsor
Viene sottoscritto un contratto con la Nike, che modifica leggermente il motivo delle divise. Lo sponsor ufficiale (Malt's) viene confermato.
| Manica sinistra · Manica sinistra · Maglietta · Maglietta · Manica destra · Manica destra · Pantaloncini · Calzettoni | Manica sinistra · Manica sinistra · Maglietta · Maglietta · Manica destra · Manica destra · Pantaloncini · Calzettoni |  |

## Rosa
| N. |                     | Ruolo | Calciatore              |
| -- | ------------------- | ----- | ----------------------- |
| 1  | Giappone (bandiera) | P     | Shinkichi Kikuchi       |
| 2  | Brasile (bandiera)  | C     | Moacir                  |
| 3  | Brasile (bandiera)  | D     | Henrique                |
| 4  | Giappone (bandiera) | C     | Kentarō Hayashi         |
| 4  | Brasile (bandiera)  | D     | Daniel                  |
| 5  | Giappone (bandiera) | C     | Tetsuji Hashiratani     |
| 6  | Giappone (bandiera) | D     | Tadashi Nakamura        |
| 7  | Giappone (bandiera) | C     | Masakiyo Maezono        |
| 8  | Giappone (bandiera) | C     | Tsuyoshi Kitazawa       |
| 9  | Brasile (bandiera)  | A     | Euller                  |
| 10 | Giappone (bandiera) | C     | Ruy Ramos               |
| 11 | Giappone (bandiera) | C     | Kazuyoshi Miura         |
| 12 | Giappone (bandiera) | A     | Keisuke Kurihara        |
| 12 | Brasile (bandiera)  | A     | José Fernando Fumagalli |
| 13 | Giappone (bandiera) | C     | Nobuyuki Zaizen         |
| 14 | Camerun (bandiera)  | C     | Edwin Ifeanyi           |
| 15 | Giappone (bandiera) | C     | Yasutoshi Miura         |
| 16 | Giappone (bandiera) | D     | Toshimi Kikuchi         |
| 17 | Giappone (bandiera) | C     | Takayuki Yamaguchi      |

| N. |                     | Ruolo | Calciatore       |
| -- | ------------------- | ----- | ---------------- |
| 18 | Giappone (bandiera) | A     | Takuya Takagi    |
| 19 | Giappone (bandiera) | P     | Kiyomitsu Kobari |
| 20 | Giappone (bandiera) | C     | Keiji Ishizuka   |
| 21 | Giappone (bandiera) | P     | Kenji Honnami    |
| 22 | Giappone (bandiera) | D     | Takuya Yamada    |
| 23 | Giappone (bandiera) | D     | Atsushi Yoneyama |
| 24 | Giappone (bandiera) | A     | Shintetsu Gen    |
| 25 | Giappone (bandiera) | D     | Tomo Sugawara    |
| 26 | Giappone (bandiera) | P     | Takaya Oishi     |
| 27 | Giappone (bandiera) | A     | Michiyasu Osada  |
| 28 | Giappone (bandiera) | D     | Yukio Tsuchiya   |
| 29 | Giappone (bandiera) | C     | Narita Takaki    |
| 30 | Giappone (bandiera) | A     | Mitsunori Yabuta |
| 31 | Giappone (bandiera) | C     | Masakazu Senuma  |
| 32 | Giappone (bandiera) | C     | Kosaku Masuda    |
| 33 | Giappone (bandiera) | A     | Hiroaki Tanaka   |
| 34 | Giappone (bandiera) | D     | Yukinori Shigeta |
| 35 | Giappone (bandiera) | C     | Toshiki Kushima  |
| 36 | Giappone (bandiera) | C     | Junichi Watanabe |

## Statistiche

### Statistiche di squadra
| Competizione          | Punti | Totale | Totale | Totale | Totale | Totale | Totale | DR |
| Competizione          | Punti | G      | V      | N      | P      | Gf     | Gs     | DR |
| --------------------- | ----- | ------ | ------ | ------ | ------ | ------ | ------ | -- |
| J. League             | 37    | 34     | 13     | 0      | 21     | 47     | 53     | -6 |
| Nabisco Cup           | -     | 3      | 2      | 0      | 1      | 5      | 3      | +2 |
| Coppa dell'Imperatore | -     | 4      | 2      | 1      | 1      | 7      | 5      | +2 |
| Totale                | -     | 41     | 17     | 1      | 23     | 59     | 61     | -2 |

### Statistiche dei giocatori
| Giocatore   | J. League | J. League |
| Giocatore   | Presenze  | Reti      |
| ----------- | --------- | --------- |
| Daniel      | 5         | -         |
| Euller      | 16        | 12        |
| Fumagalli   | 10        | 5         |
| Gen         | 2         | -         |
| Hashiratani | 28        | 1         |
| Hayashi     | 3         | -         |
| Henrique    | 20        | -         |
| Honnami     | 1         | -         |
| Ifeanyi     | 2         | -         |
| Ishizuka    | 10        | 1         |
| S. Kikuchi  | 33        | -         |
| T. Kikuchi  | 9         | -         |
| Kitazawa    | 34        | 5         |
| Maezono     | 22        | 3         |
| Masuda      | 3         | -         |
| K. Miura    | 28        | 5         |
| Y. Miura    | 16        | -         |
| Moacir      | 26        | -         |
| Nakamura    | 31        | 1         |
| Osada       | 5         | -         |
| Ramos       | 29        | -         |
| Senuma      | 3         | -         |
| Shigeta     | 2         | -         |
| Sugawara    | 12        | 1         |
| Takagi      | 22        | 9         |
| Tsuchiya    | 14        | -         |
| Watanabe    | 5         | -         |
| Yabuta      | 11        | -         |
| Yamada      | 7         | -         |
| Yamaguchi   | 15        | 2         |
| Yoneyama    | 15        | -         |